# Per Simon Edström
Per Ivar Simon Edström, född 1 februari 1929 i Skeppsholms församling i Stockholm, är en svensk dramatiker, regissör, författare och före detta teaterchef.

## Biografi
Edström började studera teaterhistoria för Agne Beijer i Stockholm och bedrev mimstudier för Etienne Decroux i Paris. Han har verkat som dramatiker, regissör, scenograf, skådespelare, teatertekniker, teaterarkitekt och teaterproducent. Därvid har han utvecklat  koncept och experiment omkring olika arenascenformer, ända sedan han inledde regibanan på Stockholms studentteater med Ulysseus von Itakia av Ludvig Holberg 1953. Något år därefter startade han Arenateatern, som bland annat satte upp en arenateater-produktion med den egna pjäsen Pajas för en dag på gården till Hallwylska palatset 1958 och åren 1960–1963 hade fast scen på Djurgården. Han ägnade sig även åt arkitektonisk utvecklingsverksamhet och har genom åren utarbetat ett antal förslag till nya teaterbyggnader och ombyggnader. År 1966 var han en av fyra samverkande arkitekter, som vann första pris i en arkitekttävling för ett bygge av en stadsteater i Umeå.

## Arena teaterbåten och länsteater
Han anser arenascenen vara den idealiska teaterformen och efter den principen byggde han om en 100-årig bogserbåt till teater, den uppmärksammade Arena Teaterbåten, som åren 1968–1985 gjorde en pionjärinsats med att föra ut ambitiösa, avancerade teaterproduktioner ut till öarna i Stockholms skärgård och vars teaterchef han var. Åren 1979–1985 fungerade teaterbåten också som unik länsteater för Stockholms län, Stockholms läns och skärgårdsteater. Bland tidiga föreställningarna på teaterbåten kan nämnas Den flygande holländaren (1968), Utan ridå (1970) och Det händer och fötter (1973).

## Författande och övrigt
Edström har även ägnat mycket tid åt forskning i teaterhistorik och äldre teaterteknik. Åren 1982–1984 rekonstruerade och återuppbyggde han träkonstruktionen till Ystads teater. Han har också sedan 1950-talet skrivit och översatt ett stort antal pjäser, som uppförts på ett flertal svenska teaterscener. Han har även skrivit böcker inom teaterns område.
Han har ett stort båtintresse och är grundare och ordförande för det 1967 bildade Republikanska Seglarsällskapet (som ett republikanskt alternativ till Kungliga Svenska Segelsällskapet), vilket 1970 bytte namn till Segelsällskapet RS.
Han är son till Axel Edström och Karin, ogift Pehrson, samt bror till Ingrid Edström och Lars Edström. Han var från 1956 gift med skådespelaren Berit Marianne Edström (1929-2021), dotter till direktören Thorsten Carlson och Mattis, ogift Karlsson.

## Teater

### Regi
| År   | Produktion                                                | Upphovsmän                         | Teater               |
| ---- | --------------------------------------------------------- | ---------------------------------- | -------------------- |
| 1954 | Dödsdansen II                                             | August Strindberg                  | Kammarteatern        |
| 1955 | Ett resande teatersällskap                                | August Blanche                     | Teatern i Gamla stan |
| 1955 | Kille                                                     | Per Edström                        | Teatern i Gamla stan |
| 1956 | Lokomotivresan                                            | Per Edström                        | Teatern i Gamla stan |
| 1959 | Tyst i huset, eller Trasslet som blev värre               | Per Edström                        | Dramaten             |
| 1959 | Doktor Kotte slår till eller Siv Olson                    | Hans Alfredson och Tage Danielsson | Idéonteatern         |
| 1962 | Den goda människan från Sezuan Der gute Mensch von Sezuan | Bertolt Brecht                     | Pionjärteatern       |
| 1962 | Perrichons resa Le voyage de M. Perrichon                 | Eugène Labiche                     | Riksteatern          |

### Scenografi
| År   | Produktion               | Upphovsmän               | Regi             | Teater               |
| ---- | ------------------------ | ------------------------ | ---------------- | -------------------- |
| 1953 | Drottningens juvelsmycke | Carl Jonas Love Almqvist | Bengt Lagerkvist | Teatern i Gamla stan |

I regi av Per Edström har Greven av Monte Christo (eller Cristo) upprepade gånger sänts som radioteaterserie (från 1964) måndagar till fredagar och på lördagarna sändes alla avsnitt från veckan i en sammanhängande följd för dem som kanske missat något avsnitt.

## Pjäser (urval, huvudsakligen otryckta)
- Kille (1955)
- AB Succé (1956)
- Jazzhataren (1957)
- Gubben med skåpet (tillsammans med Lars Forssell) (1958)
- Djurgårdslif (1960)
- Resan till månen (1961)
- Föräldrafritt (1961)
- Venus i paketet (1963)
- De tre musketörerna: en äventyrspjäs (efter Alexandre Dumas) (1964)
- Vadnudå? (1965)
- Den bruna överrocken (1969)
- Sol och vår, eller är du säker under almarna: en revy med röd tråd (för Arena Teaterbåten 1971)
- Det händer och fötter (1972)
- Resan mot vinden: en pjäs för barn i alla åldrar (för Arena Teaterbåten 1972)
- Svar till skurken (1974)
- I kväll blir det föräldrafritt. Ingår i Teater: antologi (Biblioteksförlaget, 1977)

Okända pjäser ingår i antologierna Spelet kan börja: pjäser för barn (Rabén & Sjögren, 1957), Dödssynderna: sju enaktare (Bonnier, 1959)
Edström har också översatt pjäser av bland annat Ionesco och Majakovskij.